# Desa Suren (administrativ by i Indonesien, Jawa Timur, lat -8,17, long 113,85)
Desa Suren är en administrativ by i Indonesien.   Den ligger i provinsen Jawa Timur, i den sydvästra delen av landet, 800 km öster om huvudstaden Jakarta.